# شعب سامي

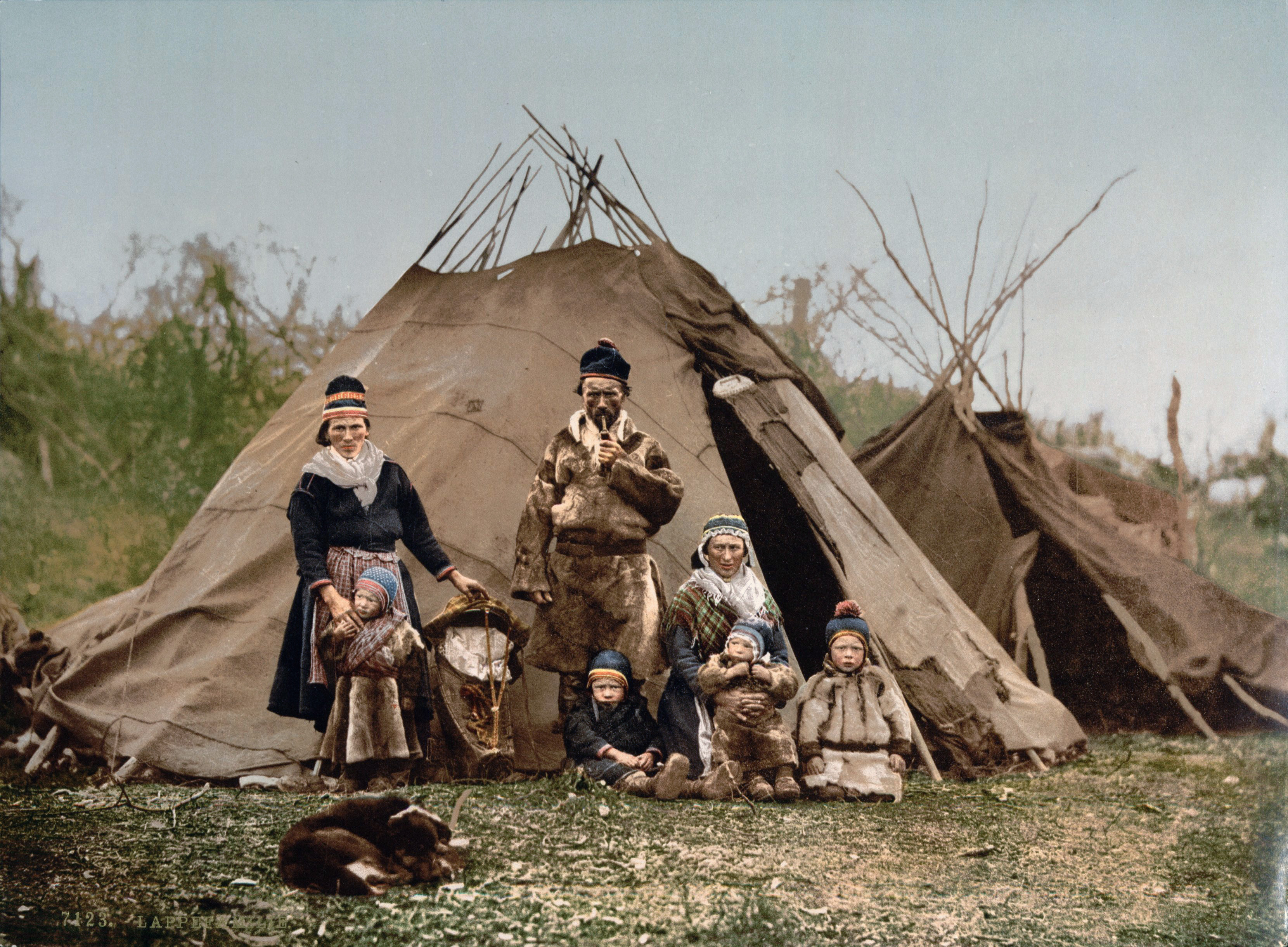
عائلة سامي في النرويج حوالي عام 1900.

شعب سامي (بالإنجليزية: Sámi history) هم شعب أصلي في شمال أوروبا يسكنون في سابمي، والتي تشمل اليوم الأجزاء الشمالية من السويد والنرويج وفنلندا وشبه جزيرة كولا في روسيا. تم الحفاظ على أسلوب حياة سامي التقليدي، الذي يهيمن عليه الصيد وصيد الأسماك والتجارة، حتى أواخر العصور الوسطى، عندما تم إنشاء الهياكل الحديثة لدول الشمال.
لقد تعايش السامي مع جيرانهم لعدة قرون، ولكن على مدى المائتي عام الماضية، وخاصة خلال النصف الثاني من القرن العشرين، كانت هناك العديد من التغييرات الدراماتيكية في ثقافة السامي وسياستهم واقتصادهم وعلاقاتهم مع المجتمعات المجاورة لهم. . خلال أواخر القرن العشرين، اندلعت الصراعات حول استخدام الموارد الطبيعية، مما أدى إلى إيقاظ الثقافة الصامية والدفاع عنها في السنوات الأخيرة. من بين اللغات السامية الإحدى عشر المختلفة الموثقة تاريخيًا (المعروفة تقليديًا باسم "اللهجات")، لم تنجو سوى تسعة منها حتى يومنا هذا ولكن معظمها معرض لخطر الاختفاء أيضًا.
من الممكن أن يكون وجود الشعب السامي قد تم توثيقه من قبل كتاب مثل تاسيتوس. لقد ارتبطوا لأسباب غير مؤكدة، ولكن لفترة طويلة جدًا بالفيني. ومع ذلك، فإن المصادر الشمالية الأولى تعود إلى مقدمات الأحرف الرونية وتتضمن على وجه التحديد رواية الفايكنج الأخرى للملك ألفريد ملك إنجلترا.

## عصور ما قبل التاريخ

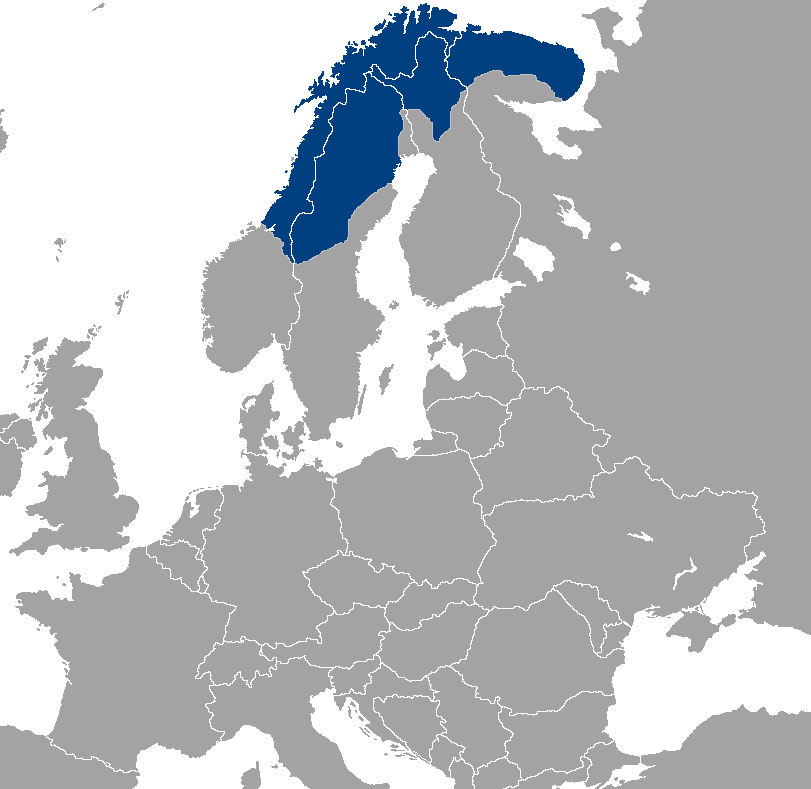
المنطقة التي يسكنها تقليديا شعب سامي.

تُعرف المنطقة التي يسكنها شعب سامي تقليديًا في شمال سامي باسم سابمي، وتشمل عادةً الأجزاء الشمالية من فينوسكانديا. في السابق، ربما كان السامي يسكنون مناطق تقع جنوبًا في فينوسكانديا. تم التكهن بوجود عدد قليل من ثقافات العصر الحجري في المنطقة، خاصة في القرن الثامن عشر وأوائل القرن التاسع عشر؛ لارتباطها بأسلاف السامي، على الرغم من رفض العلماء المعاصرين واختبار الحمض النووي المكثف.

## العصر الحجري
الرأي الشائع اليوم هو أن أقدم مستوطنة للساحل النرويجي تنتمي إلى سلسلة ثقافية واحدة تضم فوسنا في جنوب ووسط النرويج وما كان يُطلق عليه ثقافة كومسا في الشمال. المجمع الثقافي المشتق من ثقافة أهرنسبورغ الأخيرة من العصر الحجري القديم في شمال غرب أوروبا، انتشر أولاً إلى جنوب النرويج ثم اتبع بسرعة كبيرة الخط الساحلي النرويجي عند انحسار التجلد في نهاية العصر الجليدي الأخير، مما فتح مناطق جديدة للاستيطان. أُكّد على سرعة هذا التوسع من خلال حقيقة أن بعض أقدم تواريخ الكربون المشع هي في الواقع من الشمال.
مصطلح "فوسنا" هو مصطلح شامل لأقدم المستوطنات على طول الساحل النرويجي، من هوردالاند إلى نوردلاند. إن التمييز الذي تم إجراؤه مع نوع "كومسا" من ثقافة الأدوات الحجرية شمال الدائرة القطبية الشمالية عفا عليه الزمن في السبعينيات. تشير كلمة "كومسا" نفسها في الأصل إلى العصر الحجري الوسيط النرويجي الشمالي بأكمله، ولكن تم التخلي عن هذا المصطلح منذ ذلك الحين من قبل علماء الآثار النرويجيين الذين يقسمون العصر الحجري الأوسط الشمالي إلى ثلاثة أجزاء، يشار إليها ببساطة بالمراحل 1 و 2 و 3. تم العثور على أقدم مستوطنات فوسنا في شرق النرويج في هوجنيبن في أوستفولد. كشف فرد من العصر الحجري الحديث من ستيجن وأفراد إسكندنافيين آخرين عن مزيج من الصيادين الشرقيين والجامعين الغربيين، مما يشير إلى هجرات من المناطق الأساسية لكلا السكان إلى شمال النرويج والدول الاسكندنافية ككل. سادت هذه السلالة المختلطة على طول الطريق حتى أواخر العصر الحجري الحديث كما يتضح من شخص من ترومسو.

## الأصل
لا يزال الأصل الجيني للسامي غير معروف، على الرغم من أن الأبحاث الجينية الحديثة قد توفر بعض القرائن.
لامنيديس وآخرون اكتشف عام 2018 أول دخول مسجل لسلالة سيبيريا ذات صلة بـ Nganasan ومجموعة هابلوغروب DNA لكروموسوم Y N1c في شمال شرق أوروبا. يتراوح أصل شعب سامي السيبيري بين 20% إلى 25%، في حين أن أفراد العصر البرونزي من جزيرة بولشوي أوليني بالقرب من شبه جزيرة كولا كان لديهم حوالي 40% من أصل مماثل، مصحوبًا بحوالي 50% من أصل الصيادين-الجامعين الشرقيين من العصر الحجري الوسيط. قُدر أن حدث الاختلاط هذا قد حدث حوالي عام 2000 قبل الميلاد من خلال تأريخ ALDER. سركيسيان وآخرون. أظهرت تقارير عام 2013 عن مجموعة أكبر من الأفراد من جزيرة بولشوي أوليني انتشار مجموعة mtDNA الفردانية U5a1 والفئات الفرعية الأخرى من U و C النموذجية للصيادين وجامعي الثمار في العصر الحجري الوسيط في ذلك الوقت، ولكن أيضًا D و T و Z غير النمطية.
تشير الأدلة الأثرية إلى أن الناس على طول الشواطئ الجنوبية لبحيرة أونيجا وحول بحيرة لادوجا وصلوا إلى نهر أوتسجوكي في شمال لابلاند الفنلندية قبل عام 8100 قبل الميلاد. ومع ذلك، فمن غير المحتمل أن تكون اللغات السامية قديمة جدًا. وفقًا للعالم اللغوي المقارن أنتي أيكيو، تطورت اللغة السامية الأولية في جنوب فنلندا أو في كاريليا منذ حوالي 2000 إلى 2500 عام، وانتشرت بعد ذلك إلى شمال الفينوسكانديا.
النسب الجيني للسامي فريد من نوعه، وقد يعكس تاريخًا مبكرًا من العزلة الجغرافية، والانحراف الوراثي، والاختناق الوراثي. إن تفرد مجموعة الجينات السامية جعلها واحدة من أكثر المجموعات الجينية التي تمت دراستها على نطاق واسع في العالم. النمط الفرداني Sami MtDNA (الأنثى) الأكثر شيوعًا هو U5b1b1 ويشتمل على ما يقرب من نصف جميع الأنماط الفردانية، مع النوع V بنفس الكميات تقريبًا، مع بعض D و H وZ البسيطة.

## قبل القرن الخامس عشر
تاريخيًا، سكن السامي جميع أنحاء فنلندا وكاريليا الشرقية لفترة طويلة، على الرغم من اندماج السامي الشرقي في السكان الفنلنديين والكاريليين بعد هجرة المستوطنين من هامي وسافو وكاريليا إلى المنطقة. يُزعم أن أسماء الأماكن، مثل نوكسيو على الساحل الجنوبي لفنلندا، تثبت مستوطنة سامي السابقة. ومع ذلك، اختلط شعب السامي بشكل متزايد مع المستوطنين الفنلنديين والإسكندنافيين، وفقدوا ثقافتهم ولغتهم. تم أيضًا التعرف على أدلة أسماء الأماكن التي تشير إلى وجود سامي سابق في شمال غرب روسيا (منطقة أرخانجيلسك ومنطقة فولوغدا). ومع ذلك، قد يشير هذا بدلاً من ذلك إلى وجود سكان سابقين يتحدثون لغة مرتبطة باللغة السامية ولكنها تختلف عنها.
إلى أي مدى امتدت منطقة السكان الساميين في النرويج جنوبًا في الماضي، يعد هذا موضوعًا غير مؤكد، وهو موضع نقاش حاليًا بين المؤرخين وعلماء الآثار. تم تكليف المؤرخ النرويجي ينجفار نيلسن من قبل الحكومة النرويجية في عام 1889 لتحديد هذه المسألة من أجل تسوية المسألة المعاصرة المتعلقة بحقوق السامي في الأراضي. وتوصل إلى أن السامي لم يعيشوا جنوبًا أكثر من ليرن في مقاطعة نورد ترونديلاغ حتى حوالي عام 1500، عندما بدأوا التحرك جنوبًا، ووصلوا إلى المنطقة المحيطة ببحيرة فيموندين في القرن الثامن عشر. لا تزال هذه الفرضية مقبولة بين العديد من المؤرخين، ولكنها كانت موضوع نقاش علمي في القرن الحادي والعشرين. لصالح وجهة نظر نيلسن، تمت الإشارة إلى أنه لم تترك أي مستوطنة سامي جنوب ليرن في العصور الوسطى أي آثار في المصادر المكتوبة. يتم الرد على هذه الحجة من خلال الإشارة إلى أن الثقافة السامية كانت بدوية وغير أدبية، وعلى هذا النحو لا يتوقع أن تترك مصادر مكتوبة. في السنوات الأخيرة، زاد عدد الاكتشافات الأثرية التي تم تفسيرها على أنها تشير إلى وجود سامي في جنوب النرويج في العصور الوسطى. وتشمل هذه المؤسسات المؤسسات الموجودة في ليسيا، وفانغ في فالدريس، وفي هول وآل في هالينغدال. يفترض أنصار التفسيرات السامية لهذه الاكتشافات وجود خليط من السكان النورديين والساميين في المناطق الجبلية بجنوب النرويج في العصور الوسطى.
حتى حوالي عام 1500، كان السامي في الأساس صيادين سمك و حيوانات، وعادة ما يعيشون معًا، ويعيشون نمط حياة بدوية تحدده هجرة الرنة. حوالي عام 1500، وبسبب الصيد المفرط، الذي أثارته مرة أخرى حاجة السامي لدفع الضرائب إلى النرويج والسويد وروسيا، بدأ عدد الرنة في الانخفاض. ثم استقر معظم الساميين على طول المضايق، وعلى الساحل وعلى طول الممرات المائية الداخلية لمتابعة مزيج من تربية الماشية، والفخاخ، وصيد الأسماك. بدأت أقلية صغيرة من السامي بعد ذلك في ترويض حيوان الرنة، ليصبحوا بدو الرنة المشهورين، والذين على الرغم من تصويرهم من قبل الغرباء في كثير من الأحيان على أنهم يتبعون أسلوب حياة سامي النموذجي، لا يمثلون سوى حوالي 10٪ من شعب سامي.
من المعتقد أنه منذ عصر الفايكنج ، انتقلت الثقافة السامية إلى الشمال أكثر فأكثر، ربما عن طريق الاستيعاب في الغالب نظرًا لعدم وجود نتائج تدعم المعارك حتى الآن. ومع ذلك، هناك بعض الفولكلور يسمى ستالو أو "الحكايات"، حول العلاقات غير التجارية مع شعب محارب قاس، فسرها لاستاديوس على أنها تاريخ لتفاعلات الفايكنج . وإلى جانب هذه الاعتبارات، كانت هناك أيضًا علاقات تجارية خارجية. كانت جلود الحيوانات وفرائها هي السلع الأكثر شيوعًا ويتم تبادلها بالملح والشفرات المعدنية وأنواع مختلفة من العملات المعدنية. (تم استخدام العملات المعدنية كزينة).
على طول الساحل الشمالي النرويجي، تعرضت ثقافة السامي لضغوط خلال العصر الحديدي من خلال توسيع المستوطنات الإسكندنافية وفرض الضرائب من زعماء القبائل الإسكندنافية الأقوياء. لا تزال طبيعة العلاقة بين النورس والسامي على طول الساحل الشمالي النرويجي في العصر الحديدي موضع نقاش ساخن، ولكن ربما كان الساميون سعداء جدًا بالتحالف مع زعماء القبائل النوردية، حيث يمكنهم توفير الحماية ضد الأعداء الفنلنديين الأوغريين من المنطقة المحيطة بالبحر الأبيض.
ومع ذلك، في أوائل العصور الوسطى، انعكس هذا جزئيًا، حيث تم كسر قوة زعماء القبائل من قبل الدولة النرويجية المركزية. موجة أخرى من الاستيطان الإسكندنافي على طول ساحل مقاطعة فينمارك ناجمة عن تجارة الأسماك في القرن الرابع عشر. ومع ذلك، لم يكن لمجتمعات الصيد المتخصصة للغاية هذه تأثير يذكر على نمط حياة السامي، وفي أواخر العصور الوسطى، كان من الممكن أن يتواجد المجتمعان جنبًا إلى جنب مع القليل من الاتصال باستثناء التجارة العرضية.

## الفن السامي

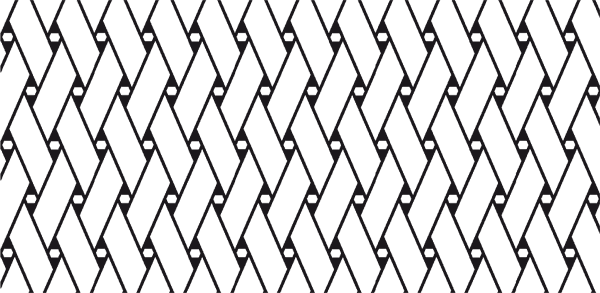
تصميم جديلة سامي الجنوبية

تقليديًا، يتميز الفن السامي بمزيجه من الملاءمة الوظيفية والجمال الزخرفي النابض بالحياة. نشأت كلتا الصفتين من الاحترام العميق للطبيعة، المتجسدة في روحانية السامي. وجد الدين السامي تعبيره الأكثر اكتمالًا في الشامانية، وهو واضح في عبادتهم للسيتي، وهو صخرة ذات شكل غير عادي أو جذع شجرة يُفترض أنها موطن الإله. يعد الفن التصويري والنحتي بالمعنى الغربي أحد ابتكارات القرن العشرين في الثقافة السامية المستخدمة للحفاظ على الجوانب الرئيسية لثقافة وحدة الوجود وتطويرها، اعتمادًا على إيقاعات الفصول.

## التحول الاقتصادي
منذ القرن الخامس عشر، تعرض السامي لضغوط متزايدة. أبدت الدول المحيطة، الدنمارك والنرويج والسويد وروسيا اهتمامًا متزايدًا بالمناطق السامية. كانت السويد، التي كانت محجوبة عن بحر الشمال في ذلك الوقت من خلال أراضي دانو النرويجية، مهتمة بميناء على ساحل المحيط الأطلسي، ووصل التوسع الروسي أيضًا إلى سواحل بحر بارنتس. طالب الجميع بالحق في فرض الضرائب على شعب السامي، ووصل جباة الضرائب الناطقون بالفنلندية من الساحل الشمالي لخليج بوثنيا إلى السواحل الشمالية، وقام زملاؤهم الروس بجمع الضرائب في أقصى الغرب حتى منطقة هارستاد في النرويج وجمع جباة الضرائب النرويجيين ثروات من المناطق الداخلية لشبه جزيرة كولا.
ومن هنا اشتد الصيد، وانخفض عدد حيوانات الرنة البرية. واضطر السامي إلى القيام بشيء آخر. بدأت تربية الرنة بطريقة محدودة. تم تدريب حيوانات الرنة المروضة هذه لتحويل حيوانات الرنة البرية فوق منحدر أو إلى خنادق الصيد. تكثفت تربية الرنة.
استقر غالبية السامي على طول الأنهار الداخلية أو المضايق أو الساحل. بدأوا في زيادة نظامهم الغذائي ودخلهم عن طريق صيد الأسماك، سواء في البحر أو في المياه العذبة، وصيد الطرائد الأخرى وتربية الأبقار والأغنام والماعز.
تلعب الرنة وغيرها من الحيوانات دورًا رئيسيًا في الثقافة السامية، على الرغم من أن تربية الرنة اليوم أصبحت ذات أهمية اقتصادية متضائلة للشعب السامي. لا يوجد حاليًا أي مؤشر واضح على متى بدأ تربية الرنة، ربما حوالي 500 ميلادي، ولكن تم رفع الجزية الضريبية في القرن السادس عشر. منذ القرن السادس عشر، كان الساميون يدفعون دائمًا الضرائب بالعملة النقدية، وقد اقترح بعض المؤرخين أن تربية الماشية على نطاق واسع لم تعد أقدم من تلك الفترة.
لابونيا (1673)، كتبه البلاغي يوهانس شيفيروس، هو أقدم مصدر للمعلومات التفصيلية عن الثقافة السامية. لقد تمت كتابته بسبب الدعاية الأجنبية "السيئة" (خاصة من ألمانيا) التي تدعي أن السويد حققت انتصارات في ساحة المعركة عن طريق السحر السامي. في محاولات لتصحيح صورة الثقافة السامية بين الأوروبيين، بدأ ماغنوس دي لا غاردي مشروع بحث " إثنولوجي " مبكر لتوثيق المجموعات الصامية، أجراه شيفيروس. نُشر الكتاب في أواخر عام 1673 وسرعان ما تُرجم إلى الفرنسية والألمانية والإنجليزية ولغات أخرى (ولكن ليس إلى السويدية حتى عام 1956). ومع ذلك، تم نشر نسخة معدلة ومختصرة بسرعة في هولندا وألمانيا، حيث تم استبدال الفصول المتعلقة بظروفهم المعيشية الصعبة والتضاريس والبيئة بقصص ملفقة عن السحر والشعوذة والطبول والوثنية. ولكن كانت هناك أيضًا انتقادات ضد الإثنوغرافيا، مدعيًا أن شخصية السامي أكثر ميلًا إلى الحرب، بدلاً من الصورة التي قدمها شيفيروس.

## السويدية تتقدم إلى سابمي
منذ القرن الخامس عشر، كان الشعب السامي تقليديًا رعايا للسويد والنرويج وروسيا ولبعض الوقت الدنمارك. في القرن السادس عشر، ادعى غوستاف الأول ملك السويد رسميًا أن جميع الساميين يجب أن يكونوا تحت المملكة السويدية. ومع ذلك، كانت المنطقة مشتركة بين البلدين (أي السويد والنرويج فقط - في ذلك الوقت كانت قبائل البلطيق والفنلندية في المنطقة التي أصبحت الآن فنلندا أيضًا من رعايا السويد) وتم إنشاء الحدود لتكون خط تدفق المياه في الفينوسكانديا. بعد هذا "التوحيد"، لم يعد المجتمع، وهو هيكل يضم عددًا قليلاً من المواطنين الحاكمين والأثرياء الذين يُطلق عليهم اسم بيركارل، خاصة مع الملك الجديد تشارلز التاسع الذي أقسم بتاجه ليكون "... لابرز ي نوردلاندن، الكايجانيون". "الملك 1607. أثناء التنصير القسري للشعب السامي، تم التخلي الآن عن العزف على اليويك والطبول والتضحيات واعتبرت (بالمصطلحات القانونية) "سحرًا" أو "شعوذة"، وهو أمر ربما كان يهدف إلى إزالة المعارضة ضد التاج. أدت الوصاية القاسية على الشعوب السامية إلى خسارة كبيرة للثقافة السامية.
في ثلاثينيات القرن السابع عشر، فرضت السلطات السويدية نظام السخرة على المجتمعات الsامية بالقرب من منجم ناسا للفضة. ثبت أن التعدين في منجم الفضة التابع لوكالة ناسا غير مربح وانتهى في عام 1659، ومع ذلك فقد دفع العديد من الساميين إلى الانتقال إلى تورن لابمارك في أربعينيات وخمسينيات القرن السابع عشر لتجنب العمل القسري. هناك تقارير تفيد بأن الساميين الذين خدموا في أنشطة التعدين أصبحوا فقراء للغاية، وأصبحوا متسولين نتيجة لذلك.
كان لاتفاقية الحدود بين السويد والنرويج (معاهدة سترومستاد لعام 1751) ملحق، يُطلق عليه كثيرًا اسم لاب كوديسيل لعام 1751، لاب كوديسيلين أو "سامي ماجنا كارتا ". لها نفس المعنى بالنسبة للسامي حتى اليوم (أو على الأقل حتى عام 2005)، ولكنها مجرد اتفاقية بين السويد والنرويج ولا تشمل فنلندا وروسيا. وهو ينظم كيفية تقاسم الأرض بين شعوب سامي بين حدود السويد والنرويج.
بعد القرن السابع عشر، فقدت العديد من عائلات السامي الحق في استخدام الأراضي السويدية لأنهم كانوا فقراء ولم يتمكنوا من دفع الجزية عنها مثل الرعايا الآخرين. كما سيطرت الدولة أيضًا على منطقة السامي في سيطرة أكثر صرامة من خلال لوائح لابمارك المحددة، وفرضت مستوطنات غير الساميين في المنطقة. وقد عزز هذا المعارضة بين الجماعات السامية التي أرادت استعادة مناطق الصيد وصيد الأسماك والرعي. وبدلاً من ذلك، تولت مجموعات أخرى المسؤولية في كثير من الأحيان للاستفادة بشكل أكبر من الأرض. وفي هذا الوقت أيضًا تم إنشاء مقاطعة لابلاند في السويد.

## المصلحة الروسية
في القرن السادس عشر، وكجزء من فترة التوسع العام للإمبراطورية الروسية، تم إرسال المبشرين إلى أقصى حدود الإمبراطورية، وتم بناء العديد من الكنائس الأرثوذكسية الروسية في شبه جزيرة كولا. كان التقدم في أقصى الغرب هو كنيسة القديس جورج في نيدن/ نجافدام بالقرب من كيركينيس في المناطق الحدودية النرويجية الروسية.

## سياسات دانو النرويجية في الشمال
على الجانب النرويجي، تحول السامي إلى العقيدة اللوثرية حوالي عام 1720. كان توماس فون ويستن الرجل الرائد في الجهود التبشيرية، وشملت أساليبه حرق الطبول الشامانية. ومع ذلك، من الناحية الاقتصادية، لم يكن السامي في وضع سيئ جدًا، مقارنة بالسكان النرويجيين. لقد كانوا أحرارًا في التجارة مع من يريدون، وأقاموا روابط تجارية مع النرويجيين والروس على حدٍ سواء. ومع ذلك، أدى الاقتصاد المنهار للمجتمعات النرويجية على طول الساحل الخارجي إلى زيادة الضغط على الأرض والصراعات بين المجتمعين.

## القرن التاسع عشر: زيادة الضغط

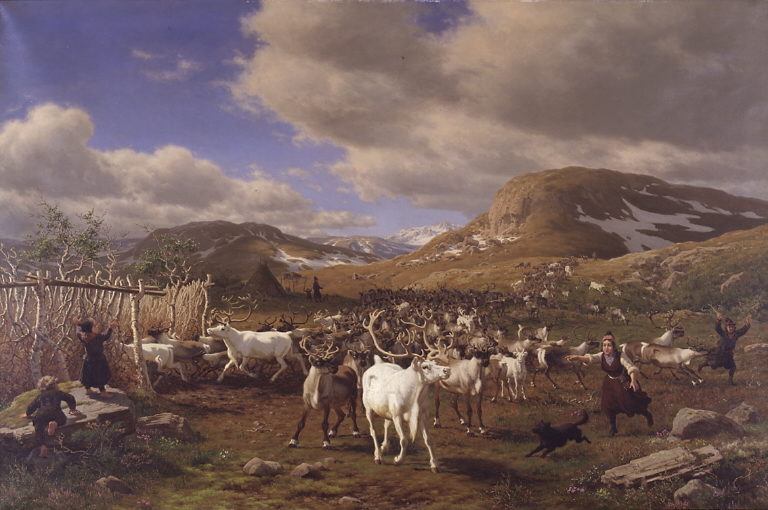
الشعب السامي، ج.1875

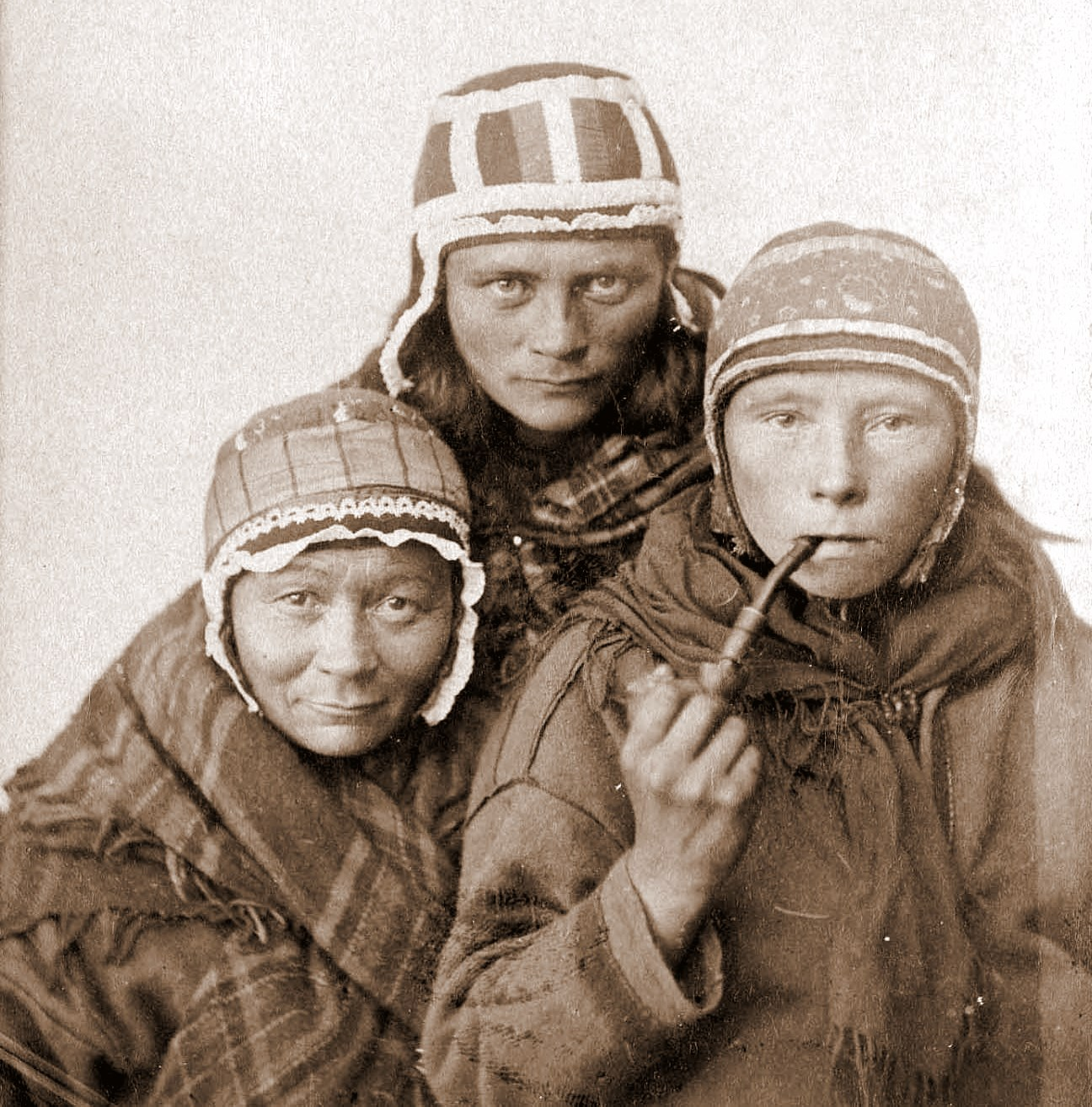
Tثلاث نساء من السامي حوالي تسعينيات القرن التاسع عشر

أدى القرن التاسع عشر إلى زيادة الاهتمام بأقصى الشمال.

### حدود جديدة في أرض قديمة
في عام 1809، استولت روسيا على فنلندا، مما أدى إلى إنشاء حدود جديدة عبر منطقة سامي. في عام 1826، رسمت معاهدة الحدود النرويجية الروسية أخيرًا الحدود بين النرويج وفنلندا وروسيا، حيث كانت مساحات كبيرة من الأراضي تحكم نفسها في السابق تحت سيطرة مشتركة خفيفة جدًا من روسيا والسويد والدنمارك والنرويج. وهذا يعني أن رعاة الرنة الذين كانوا يقيمون حتى الآن في فنلندا في الشتاء وعلى الساحل النرويجي في الصيف، لم يعد بإمكانهم عبور الحدود. ومع ذلك، لا يزال من الممكن عبور الحدود النرويجية السويدية من قبل رعاة الرنة حتى عام 1940.
عبَر السامي الحدود بحرية حتى عام 1826، عندما تم إغلاق الحدود النرويجية/الفنلندية/الروسية. كان السامي لا يزالون أحرارًا في عبور الحدود بين السويد والنرويج وفقًا للحقوق الموروثة المنصوص عليها في ميثاق لاب لعام 1751 حتى عام 1940، عندما أُغلقت الحدود بسبب احتلال ألمانيا للنرويج. وبعد الحرب العالمية الثانية، لم يُسمح لهم بالعودة. يستخدم السامي اليوم مراعيهم الصيفية التي نشأت في كاوتوكينو.
لفترات طويلة من الزمن، ساد أسلوب حياة السامي في الشمال بسبب تكيفه الفريد مع بيئة القطب الشمالي، مما مكن الثقافة السامية من مقاومة التأثيرات الثقافية من الجنوب. في الواقع، طوال القرن الثامن عشر، عندما عانى النرويجيون في شمال النرويج من انخفاض أسعار الأسماك وما يترتب على ذلك من هجرة السكان، تم تعزيز العنصر الثقافي السامي، حيث كان السامي مستقلين عن الإمدادات من جنوب النرويج.

### التهميش الاقتصادي
في جميع بلدان الشمال الأوروبي، كان القرن التاسع عشر فترة نمو اقتصادي. وفي النرويج، تأسست المدن وزادت صادرات الأسماك. أصبحت طريقة حياة السامي قديمة بشكل متزايد، وتم تهميش السامي واستبعادهم من التوسع العام.

### التنصير وحركة ليستاديوس
في أربعينيات القرن التاسع عشر، دعا الوزير السامي السويدي لارس ليفي ليستاديوس، إلى نسخة صارمة بشكل خاص من التعاليم اللوثرية. أدى هذا إلى صحوة دينية بين السامي عبر كل الحدود، وغالبًا ما كان ذلك مصحوبًا بالكثير من العداء تجاه السلطات والكنيسة القائمة. في عام 1852، أدى ذلك إلى أعمال شغب في بلدية كاوتوكينو، حيث تعرض الوزير للضرب المبرح وقتل التاجر المحلي على يد "الصليبيين" المتعصبين. وتم إعدام قادة أعمال الشغب في وقت لاحق أو الحكم عليهم بالسجن لفترة طويلة. بعد اندلاع أعمال العنف الأولية هذه، واصلت حركة ليستاديوس اكتساب الأرض في السويد والنرويج وفنلندا. ومع ذلك، يصر الزعماء الآن على اتخاذ موقف أكثر تعاونا مع السلطات.

### الضغط الثقافي
وفي النرويج، تم في البداية تشجيع استخدام اللغة السامية في التدريس والوعظ. ومع ذلك، مع صعود القومية في النرويج منذ ستينيات القرن التاسع عشر فصاعدًا، غيرت السلطات النرويجية سياساتها في اتجاه أكثر قومية. منذ عام 1900 تقريبًا، تم تكثيف هذا الأمر، ولم يعد من الممكن استخدام أي سامي في المدارس العامة أو في الكنيسة الرسمية.

## أوائل القرن العشرين وحتى الحرب العالمية الثانية

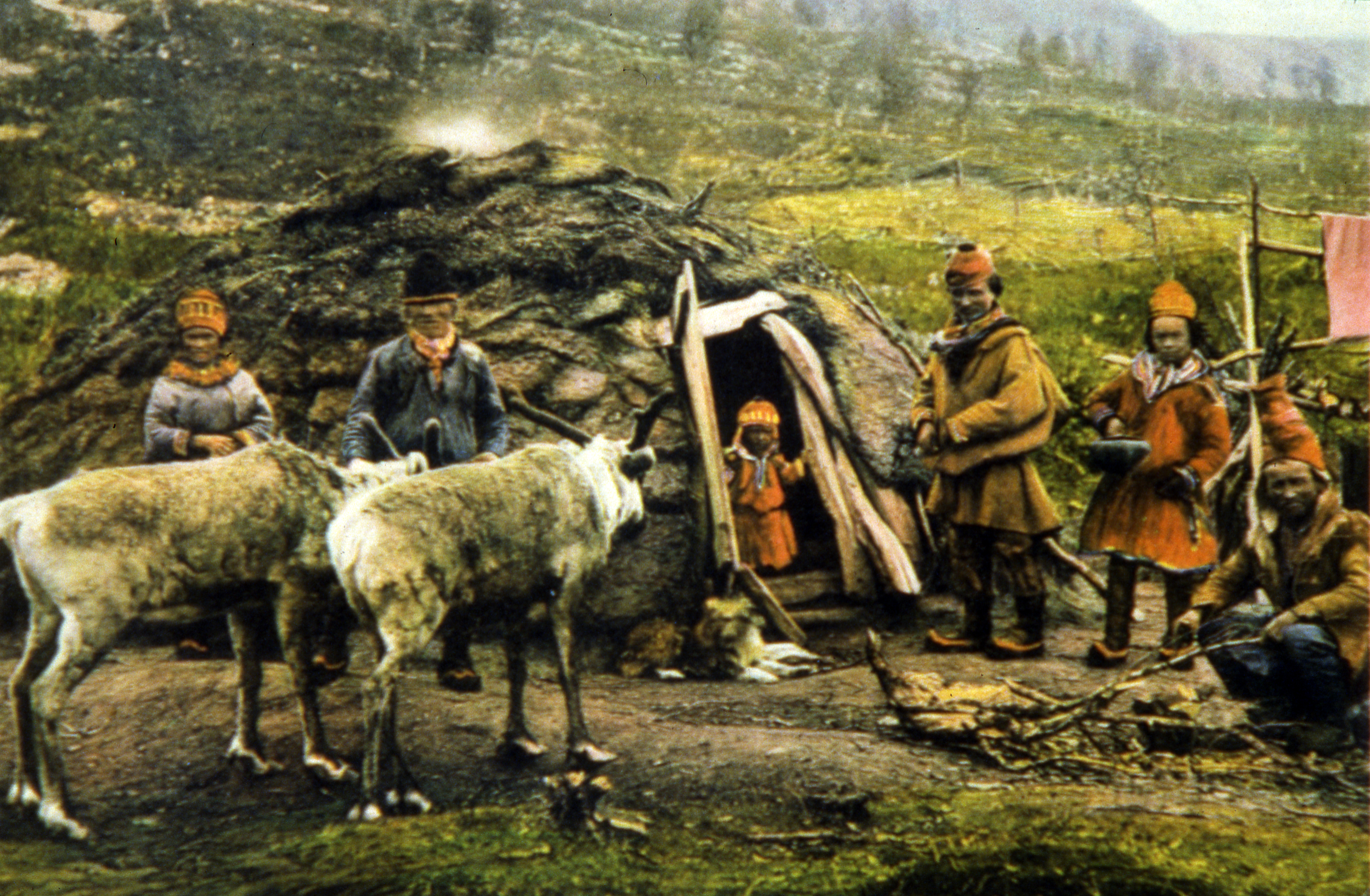
الشعب السامي في النرويج

في القرن العشرين، قامت السلطات النرويجية بوضع الثقافة الس امية تحت الضغط من أجل جعل اللغة والثقافة النرويجية عالمية. كما حدث تطور اقتصادي قوي في الشمال، مما أعطى الثقافة واللغة النرويجية مكانة. وعلى الجانب السويدي والفنلندي، كانت السلطات أقل تشددًا في جهودها؛ ومع ذلك، أدت التنمية الاقتصادية القوية في الشمال إلى إضعاف مكانة واقتصاد السامي.

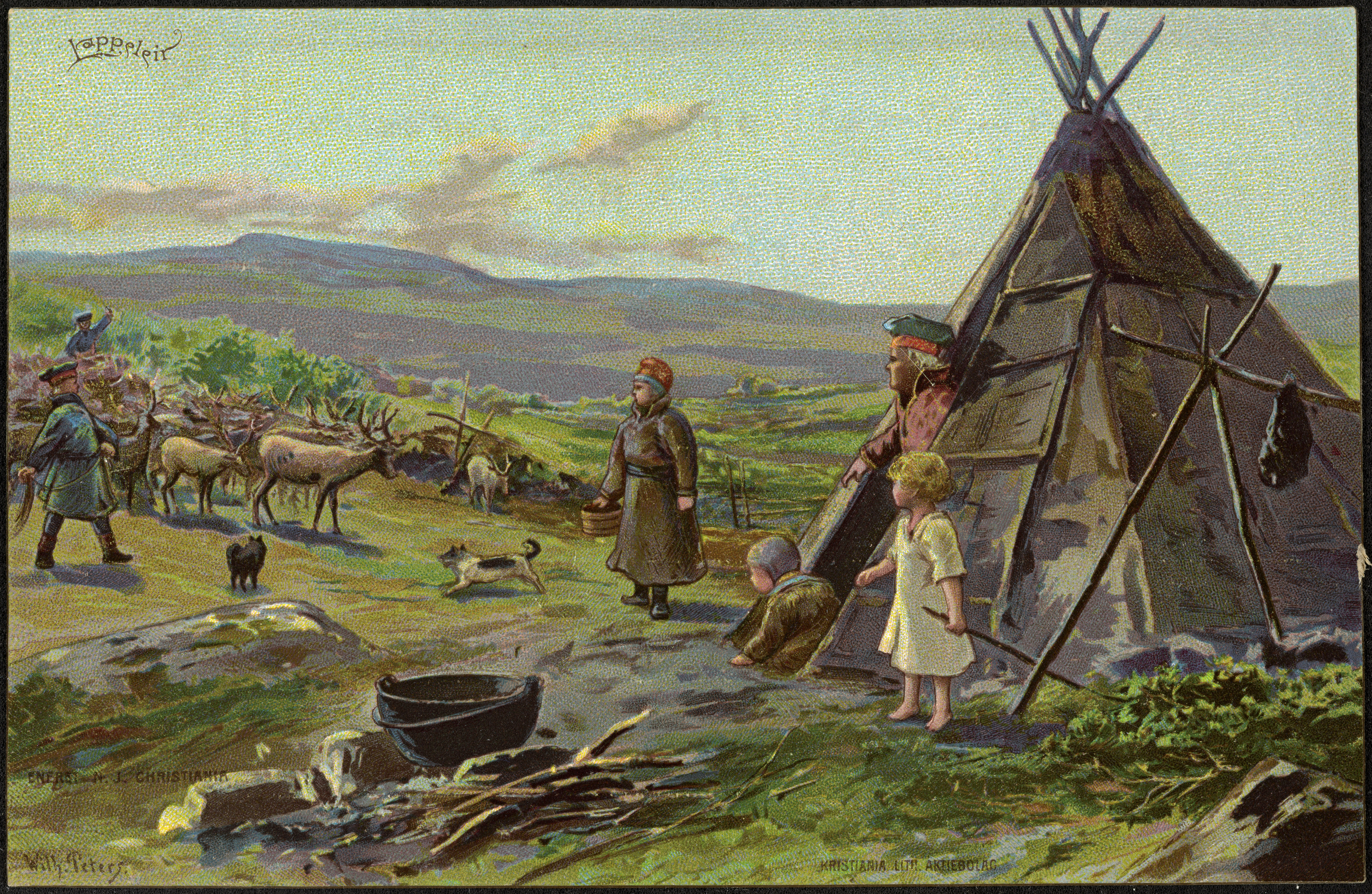
معسكر السامي في النرويج، حوالي عام 1900، رسمها فيلهلم بيترز

حدثت أقوى الضغوط في الفترة من عام 1900 إلى عام 1940 تقريبًا، عندما استثمرت النرويج أموالًا وجهودًا كبيرة للقضاء على الثقافة السامية. والجدير بالذكر أن أي شخص يرغب في شراء أو استئجار أراضي الدولة للزراعة في فينمارك، كان عليه إثبات معرفته باللغة النرويجية. وقد تسبب هذا أيضًا في نهاية المطاف في حدوث تفكك في عشرينيات القرن الماضي، مما أدى إلى زيادة الفجوة بين مجموعات سامي المحلية، وهو أمر لا يزال موجودًا حتى اليوم، ويحمل أحيانًا طابع الصراع العرقي السامي الداخلي.
وكما هو الحال في كل جزء من القارة الأوروبية، فإن الأراضي المحيطة بالقطب الشمالي، مثل النرويج والسويد وفنلندا والاتحاد السوفييتي، لم تنج من غضب الحرب العالمية الثانية. بالنسبة للساميين الذين لم يكن لديهم مفهوم السيادة الوطنية، كان مفهوم الدول التي تتقاتل على الأرض غريبًا. ومع ذلك، فإن السامي سيصبحون محاصرين في الصراع من جميع الجوانب. كان هناك عامل آخر وهو الدمار الكبير الذي خلفته الحرب في شمال فنلندا وشمال النرويج في 1944-1945، مما أدى إلى تدمير جميع المنازل القائمة والآثار المرئية للثقافة السامية. بعد الحرب العالمية الثانية، خفف الضغط إلى حد ما.

### متشددون قبل الحرب في النرويج
بدأ القرن العشرين بزيادة الضغط على الجانب النرويجي من الحدود. وباسم التقدم، تم الترويج للغة والثقافة النرويجية، وتم رفض اللغة والثقافة السامية باعتبارها متخلفة وغير مثقفة وسخيفة تمامًا وحتى نتاج عرق أدنى. الأرض التي لم تكن مملوكة لأحد في السابق، وتم استخدامها وفقًا لمبادئ قديمة، كانت تعتبر ملكًا للدولة. كان على المستوطنين إثبات قدرتهم على التحدث باللغة النرويجية جيدًا قبل أن يتمكنوا من المطالبة بأرض جديدة للزراعة.

### السويد
وفي السويد، كانت السياسات في البداية أقل تشدداً بشكل ملحوظ. تبع المعلمون رعاة الرنة الساميين لتوفير التعليم للأطفال، ولكن تم استغلال مناطق الساميين بشكل متزايد من خلال المناجم الجديدة آنذاك في كيرونا وجاليفاري وبناء خط السكة الحديد لوليا-نارفيك.
في وقت لاحق، مع تأسيس المعهد السويدي لبيولوجيا العرق، تم نهب قبور السامي لتوفير المواد البحثية.

### روسيا
قاطعت روسيا أساليب حياة السامي القديمة بوحشية بسبب التجميع الجماعي لتربية الرنة والزراعة بشكل عام. تم تنظيم معظم الساميين في كولخوز واحد، يقع في الجزء الأوسط من شبه الجزيرة، في لوفوزيرو (السامي: لوجافري). بذلت الدولة السوفييتية جهودًا هائلة لتطوير هذه المنطقة ذات الأهمية الاستراتيجية، وشهد الشعب السامي اجتياح أراضيهم من قبل العرقيين الروس والجنسيات السوفييتية الأخرى، بما في ذلك النينتس وغيرهم من شعوب القطب الشمالي.

### حرب الشتاء (1939–40)
كان القتال الأول الذي تورط فيه السامي بين فنلندا والاتحاد السوفيتي خلال حرب الشتاء في عام 1939 عندما غزا الاتحاد السوفيتي فنلندا بعد حرمان السوفييت من القدرة على بناء قواعد عسكرية هناك. ارتكب الجيش الأحمر خطأً بغزو فنلندا خلال فصل شتاء بارد بشكل غير عادي، معتقدًا أنه يمكنه السير بسهولة عبر فنلندا إلى خليج بوثنيا، وتكبد 27000 ضحية مقارنة بـ 2700 جندي فنلندي فقط. ومع ذلك، مع ارتفاع درجة حرارة الطقس في مارس 1940، تم اختراق الخط الفنلندي واضطر في مواجهة القوات السوفيتية الأكبر حجمًا إلى رفع دعوى من أجل السلام في 12 مارس.

### الغزو الألماني واحتلال النرويج
في 9 أبريل 1940، بدأ هتلر عملية Weserübung وغزا النرويج. بمساعدة وزير الدفاع النرويجي السابق والمتعاطف مع النازية فيدكون كويزلينج، تمكن الألمان بسرعة من الحصول على موطئ قدم. كان النازيون ينظرون إلى "النرويجيين الشماليين" العرقيين، وهم من الجرمانيين وغالبًا ما يكون لديهم شعر أشقر وعيون زرقاء، على أنهم آريون تمامًا مثل الألمان. شارك كويزلينج وجهة نظرهم واقترح القضاء التام على شعب السامي، الذي اعتبره أقل شأنا من الناحية العرقية. على الرغم من إلحاح ونستون تشرشل، كان الدعم البريطاني للنرويجيين بطيئا بشكل مروع، وهو الإجراء الذي كان مسؤولا عن جعله رئيسا للوزراء. ونتيجة لذلك، استولى النازيون بسهولة على ميناء نارفيك الشمالي. على الرغم من الحصار الذي فرضته البحرية الملكية البريطانية، تمكن الفيرماخت الألماني من الاختباء في الجبال عن طريق إجبار السامي المحليين على العمل كمرشدين.
في 20 أبريل 1940، فر الملك هاكون والحكومة النرويجية إلى لندن مع معظم قوات الحلفاء المتمركزة هناك وشكلوا حكومة في المنفى. ومع ذلك، واصل النرويجيون قتال النازيين من خلال المقاومة السرية. كان من بين مقاتلي المقاومة العديد من الساميين الذين خدموا سابقًا كجزء من لواء التزلج النرويجي وكان لهم دور فعال في تدمير قاعدة نووية ألمانية سرية في تيليمارك في عام 1944. ومع ذلك، أُجبر العديد من السامي النرويجيين الآخرين على العمل من قبل قوات الأمن الخاصة لاستخراج خام الحديد وبناء خط سكة حديد من نارفيك إلى فنلندا عبر فينمارك. ولم تكن عمليات التعقيم القسري والترحيل شائعة أيضًا.

### استمرار الحرب
في بداية عملية بربروسا، عرض هتلر المساعدة على فنلندا في استعادة الأراضي المفقودة للسوفييت (التي غزت بعضها، على سبيل المثال، باتشينغا/بيتسامو فنلندا لأول مرة في خضم الثورة الروسية). ومع ذلك، لم تنضم فنلندا رسميًا أبدًا إلى قوى المحور، لكنها تعاونت بشكل وثيق مع الألمان - بما في ذلك ترحيل بعض اليهود على الأقل إلى المعسكرات الألمانية. قام الفنلنديون بمساعدة قوات إس إس نورد بغزو كولا في الأول من يونيو عام 1941. خدم معظم الفنلنديين من شعب السامي كجزء من "دورية المسافات الطويلة" بسبب قدراتهم على التزلج وإلمامهم بالتضاريس.

### حرب لابلاند (1944–45)
نتيجة لاتفاق السلام الذي أبرمته فنلندا مع السوفييت، طُلب من القوات الألمانية مغادرة البلاد. أدى انسحاب الفيرماخت الألماني من شمال فنلندا وأقصى شمال النرويج إلى تدمير جميع المنازل والطرق والبنية التحتية. وهذا يعني الإخلاء القسري والدمار والنكسة الاقتصادية وفقدان كل التاريخ المرئي. ارتكب الألمان العديد من الفظائع ضد النرويجيين والصاميين النرويجيين خلال حرب لابلاند ، بما في ذلك اغتصاب مئات النساء، وانتحر الكثير منهن بسبب الصدمة. لم تكن مقاطعة فينمارك، والبلديات الشمالية الشرقية لمقاطعة ترومس، وجميع المناطق الشمالية من فنلندا سوى أطلال يتصاعد منها الدخان. في نهاية المطاف، غزت القوات السوفيتية سامبي بالكامل بمساعدة الجيش النرويجي في المنفى وحررت فينمارك. في 26 أبريل 1945، تم تحرير فينمارك.

## الاهتمام المتجدد
بدأت الأخبار باللغة السامية على الإذاعة الوطنية في النرويج في عام 1946. وفي نفس الوقت تقريبًا، تم إجراء تجارب على التدريس ثنائي اللغة للأبجدية في الصفين الأول والثاني؛ لتسهيل عملية التعلم. ومع ذلك، تم تجاهل وجود أقلية سامي في النرويج إلى حد كبير. ساهم التعليم والاتصالات والتصنيع في دمج مجتمعات السامي في المجتمع النرويجي عند نقطة فقدان الهوية.
استمرت الصراعات بين حكومات السامي وحكومات الشمال حتى منتصف القرن العشرين. احتوى البناء المقترح لسد الطاقة الكهرومائية في الستينيات والسبعينيات على مقترحات مثيرة للجدل مثل وضع قرية ( Máze ) ومقبرة تحت الماء.
يعمل جزء صغير فقط اليوم في تربية الرنة. هناك أيضًا مجموعات صغيرة تعمل كصيادين وتنتج الفنون السامية وتخدم السياحة. إلى جانب وجود مدة تصويت في برلمانات سامي (مع مستويات مختلفة من السلطة والاستقلال في مختلف البلدان) أو التأثير في أي لغة السامي، فإن البقية هم مواطنون عاديون، ملتزمون بالثقافة الاسكندنافية. في السويد، تشهد أجزاء كبيرة من نورلاند (وليس فقط قرى سامي) هجرة كبيرة إلى المدن الكبرى.
مع إنشاء جمهورية فنلندا في النصف الأول من القرن العشرين، لم يعد السامي الذين يسكنون هذه المنطقة تحت حكم الإمبراطورية الروسية، بل أصبحوا بدلاً من ذلك مواطنين في دولة فنلندا المنشأة حديثًا. تم إنشاء البرلمان الصامي في فنلندا في عام 1973. إحدى القضايا الأخيرة المتعلقة بحقوق السامي في فنلندا هي تشجير الأراضي السامية التقليدية من قبل الشركات الفنلندية المملوكة للدولة.
منذ عام 1992، كان للصاميين يومهم الوطني الخاص 6 فبراير.
في عامي 1898 و1907/08 هاجر بعض الساميين إلى ألاسكا ونيوفاوندلاند، على التوالي، بناءً على طلبات الحكومة الأمريكية. كانت مهمتهم هي تعليم رعي الرنة للأمريكيين الأصليين.

## استيعاب الشعب السامي

خريطة توضح منطقة الدول الاسكندنافية تسوية في
القرن الثامن
القرن التاسع
القرن العاشر
القرن الحادي العاشر
تشير إلى المناطق التي تعرضت لغارات متكررة من الفايكنج ولكن مع وجود القليل من المستوطنات الإسكندنافية أو عدم وجودها على الإطلاق

تحدثوا بلغة كاينو السامية في كاينو، لكنها انقرضت في القرن الثامن عشر. ينتمي كاينو السامي إلى مجموعة اللغات السامية الشرقية. لقد اندثرت عندما تم استيعاب كاينو السامي وتم استبدالها بالفنلندية.
كان السكان الأصليون لكاينو من السامي صيادي الأسماك. في القرن السابع عشر، عزز الحاكم العام لفنلندا بير براهي النمو السكاني في كاينو من خلال منح إعفاء ضريبي لمدة عشر سنوات للمستوطنين. كان من الضروري ملء كاينو بالمزارعين الفنلنديين لأن المنطقة كانت مهددة من الشرق من قبل الروس.
لا يوجد سوى 14600 سامي يعيشون في السويد اليوم.
لقد عرّف الرومان القدماء بالفعل عن الفينويين، وهم الأشخاص الذين كانوا يصطادون برؤوس سهام مصنوعة من العظام. تشيد المصادر التاريخية الإسكندنافية من العصور الوسطى بمهارات السامي في الرماية بالإضافة إلى أقواسهم القوية التي "لا يستطيع النرويجي ربطها". أطلق السامي الشماليون على هذا القوس اسم "جوكسا". تحول صبي إلى رجل عندما أصبح قادرا على ربط القوس. وفي تلك المرحلة، كان عليه أيضًا أن يبدأ في دفع الضرائب.

### حرب لابلاند 1944-1945 في الحرب العالمية الثانية
Waffen-SS (6.SS-Gebirgs-Division Nord) كانوا يقاتلون في حرب لابلاند. كانت هناك مواجهات بين شعب سامي والألمان. كان السامي المندمجون يقاتلون في الجيش الفنلندي.

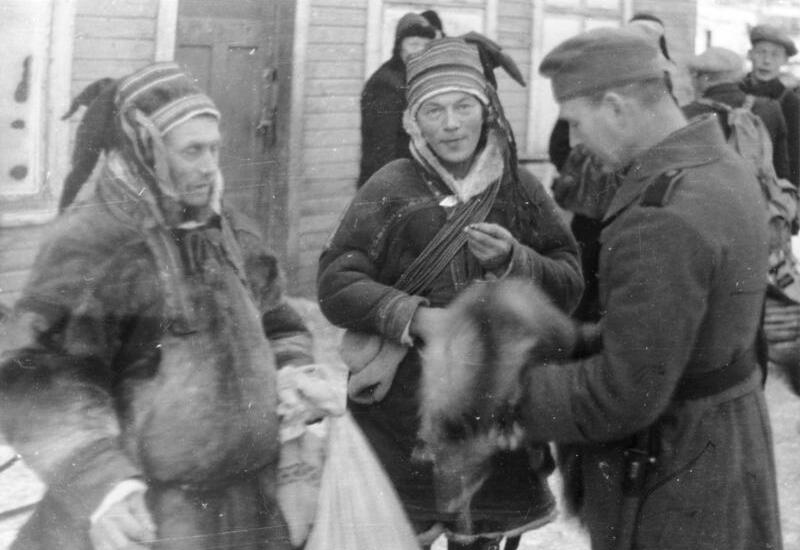
ديسمبر 1940
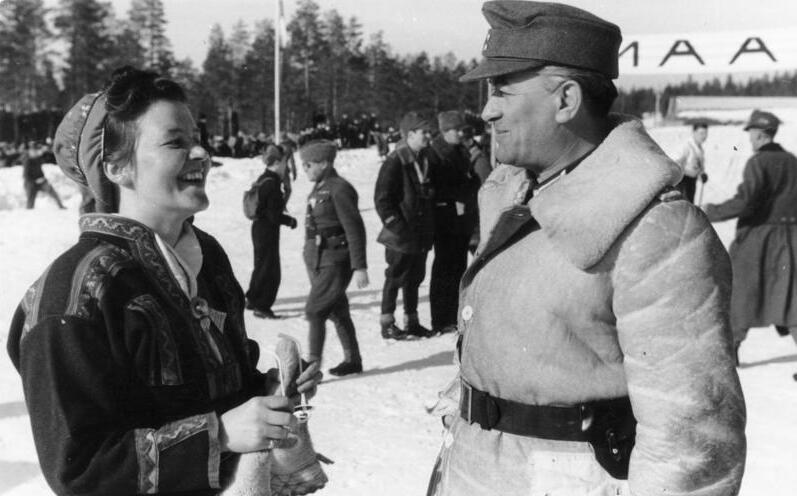
1942
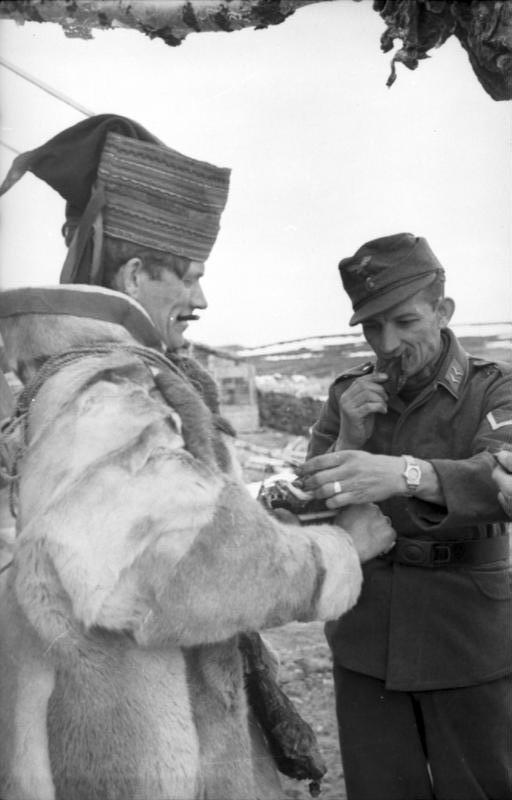
23سبتمبر 1943
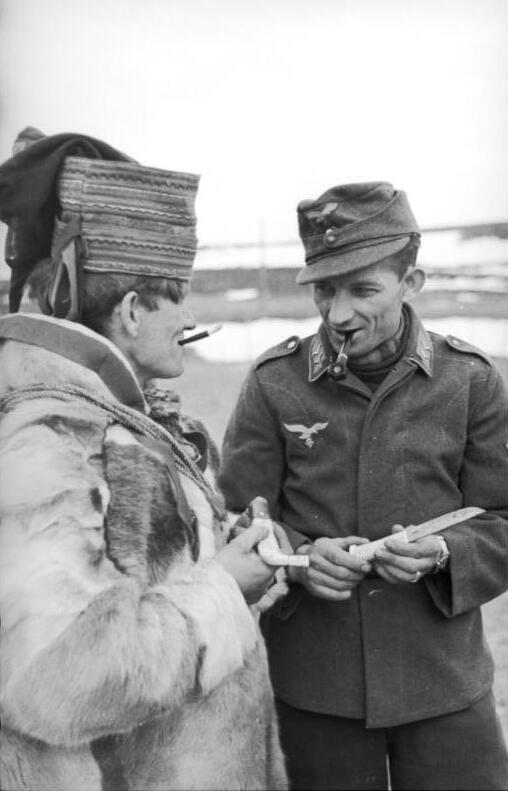
23سبتمبر 1943
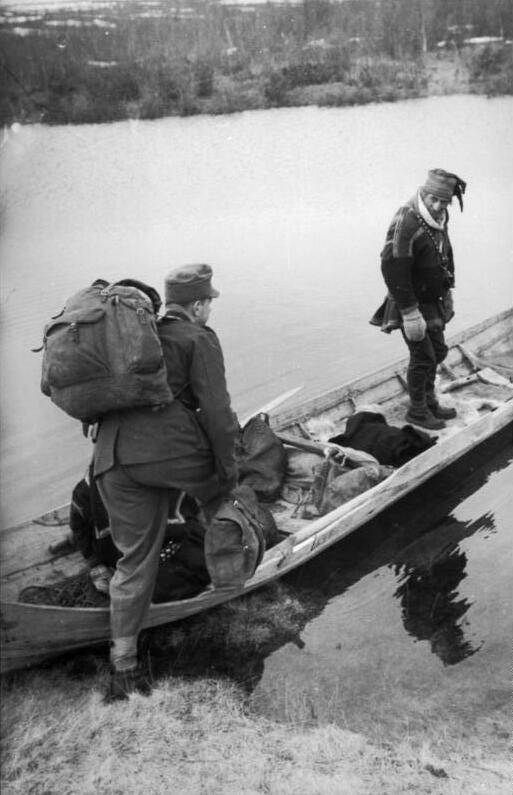
23سبتمبر 1943
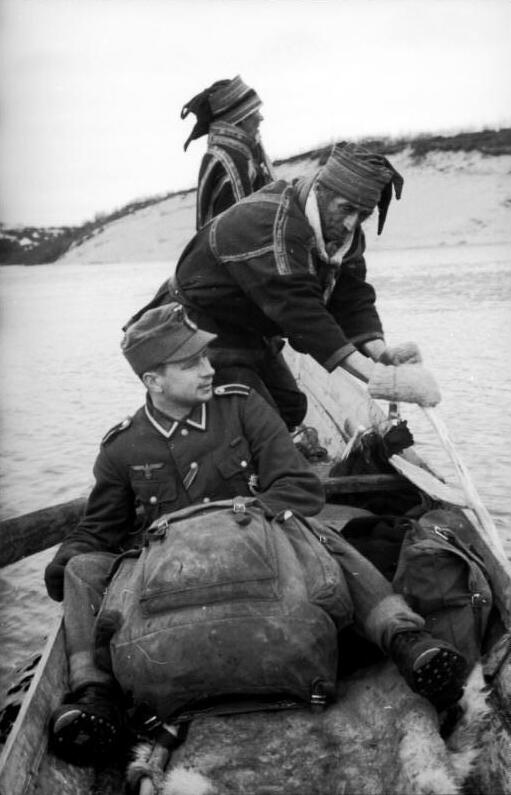
23سبتمبر 1943

## أنظر أيضا
- تنصير الدول الاسكندنافية
- العنصرية البيئية في أوروبا

## كتب
Hansson, Staffan (2015). Malmens Land: Gruvnäringen i Norrbotten under 400 år (بالسويدية). Tornedalica. ISBN:978-91-972358-9-1.

## روابط خارجية
- التاريخ التاريخي رقم 62
- التاريخ العام ومجموعة الرحلات والأسفار، المجلد.1
- هجرة سامي إلى أمريكا
- سامي المعلومات الوراثية
- ثقافة السامي ، جامعة تكساس
- التعايش بين الثقافة الصامية والإسكندنافية ينعكس في الأساطير الإسكندنافية القديمة وتفسرها نسخة محفوظة 6 يوليو 2004 على موقع واي باك مشين.، موندال
- رحلة Ohthere's Voyage (890 م) النص الأصلي مع الترجمة الإنجليزية
- أصل القوط وأفعالهم بقلم يوردانس (551 م)
- جرمانيا بواسطة تاسيتوس (98 م)
- الجذور الغربية والشرقية للسامي - قصة "القيم المتطرفة" الجينية التي يرويها الحمض النووي للميتوكوندريا وكروموسومات Y ، تامبيتس 2004
- الحمض النووي للميتوكوندريا السامي يكشف عن مجموعات عميقة من سلالات الأمهات ، ديلغاندي 1998
- السامي والبربر - رابط غير متوقع للحمض النووي للميتوكوندريا[وصلة مكسورة] ، Achilli 2005
- الفيلم الوثائقي: الصورة الوحيدة لأبي. الابنة البالغة لرجل سامي، الذي لم تقابله من قبل، والذي تم تصويره على طابع بريدي، تزور اليوم الناجين من شعب سامي بحثًا عن والدها.